# Easier to Walk Away
Easier to Walk Away è un brano composto da Elton John con testo di Bernie Taupin ed interpretato dallo stesso cantante britannico, pubblicato come singolo nel 1990.

## Il brano
Si presenta come una canzone di stampo pop, abbastanza ritmata: Elton suona il pianoforte ed è accompagnato da Randy Jackson al basso e Kenny Arnoff alla batteria. Michael Landau e Paul Jackson Jr. suonano le chitarre; David Lasley, Sir Harry Bowens, Donald Ray Michell e Sweet Pea Atkinson si cimentano ai cori. James Newton Howard è presente ai sintetizzatori e predispone gli arrangiamenti; troviamo infine Micheal Mason al synclavier. Il testo di Bernie significa È Più Facile Andare Via.
Easier to Walk Away fu distribuita come singolo solo in alcuni Paesi come Regno Unito e Canada (ma non, ad esempio, negli Stati Uniti). Conseguì una #63 UK, una #59 in Canada e una #51 in Germania; ciò nonostante, venne inclusa nella vendutissima raccolta The Very Best of Elton John (#1 UK, 1990). La canzone fa anche parte delle tracce costituenti la versione statunitense del box set To Be Continued... (anch'esso del 1990).

## I singoli
Singolo 7"
1. "Easier to Walk Away" — 4:24
2. "I Swear I Heard the Night Talking" — 4:31

Maxisingolo 12"
1. "Easier to Walk Away" — 4:24
2. "I Swear I Heard the Night Talking" — 4:31
3. "Made for Me" - 4:22

CD
1. "Easier to Walk Away" — 4:24
2. "I Swear I Heard the Night Talking" — 4:31
3. "Made for Me" - 4:22

## Formazione
- Elton John: voce, pianoforte
- Randy Jackson: basso
- Kenny Aronoff: batteria
- Michael Landau: chitarra
- Paul Jackson, Jr.: chitarra
- David Lasley: cori
- Sir Harry Bowens: cori
- Donald Ray Michell: cori
- Sweet Pea Atkinson: cori
- James Newton Howard: sintetizzatori, arrangiamenti
- Michael Mason: synclavier